# Cautires amamiensis
Cautires amamiensis là một loài bọ cánh cứng trong họ Lycidae. Loài này được Nakane miêu tả khoa học năm 1961.